# قرية (تبوك)
قُرَيَّة تقع على بعد 63 كم إلى الشمال الغربي من مدينة تبوك من المملكة العربية السعودية٬ وعلى بعد حوالي 26 كم إلى الجنوب الغربي من بئر بن هرماس. توجد في موقعها تلال جبلية قليلة الارتفاع٬ ويشتمل على مستوطنة قديمة مسورة٬ وقلعة تطل عليها٬ ومباني٬ ومحطة قوافل٬ ودوائر حجرية٬ وبقايا جدران متناثرة٬ وبقايا حقول ومزارع٬ وسدود ترابية٬ وقنوات مياه٬ وأفران وكسر فخار٬ ينسبها بعضهم إلى الفترة المدينية٬ ونقوش بالخط النبطي.
َ

## الوصف
َّقُرَية تقع على الطريق الرئيس الذي يربط الحجر بالبتراء درب البكرة وأحد أشهر المواقع الأثرية في شمال المملكة العربية السعودية نظرًا إلى موقعها واحتوائها على آثار معمارية ظاهرة٬ وقد زار قُرََّيِة عدد من الرحالة الأوروبيين منهم جورج أوغست والين 
(George August Wallin) وتشارلز داوتي (Doughty) سنة (1877 - 1876 / 1294 - 1293 هـ)، ورتشارد بيرتون (Burton) سنة 1295 هـ / 1878م٬ ومورتز (Mortiz) سنة 1324 هـ / 1906م٬ وجون فيلبي (Philby) سنة 1370 هـ / 1951م الذي كتب عنها مقالاً جيدًا. وبعد ذلك زارت الموقع بعثة من جامعة لندن سنة 1388 هـ / 1968م مكونة من بيتر بار (Peter Parr) ولانكستر هاردنج (Lankester Harding) وجون دايتون (John Dayton) فنشرت أول مخطط للموقع عليه آثاره الشاخصة والمنشآت المعمارية القائمة به٬ وفي سنة 1400 هـ / 1980م أجرى فريق من إدارة الآثار والمتاحف السعودية مسحًا للموقع ضمن مسحه لمواقع الإقليم الشمالي الغربي للمملكة.
تشتمل آثار قُرية على آثار ثابتة وأخرى منقولة٬ وأهم الآثار الثابتة: بقايا المستوطنة المدينية٬ والمباني النبطية والدوائر الحجرية٬ والقلعة٬ والمناطق الزراعية٬ والأفران الفخارية٬ والمغارات٬ والمعبد٬ وركامات حجرية٬ والمنشآت المائية.

## آثار القرية
- المستوطنة المدينية: يعتقد أنها تعود إلى الفترة المدينية، وتقع في الجهة الشمالية الشرقية. يحيط بها سور دائري تتخلله بوابات٬ وتبلغ أبعادها (300×400م)٬ وترتبط المستوطنة بالقلعة بجدار يرتوح عرضه بين متر ومتر وربع.
- المباني النبطية: توجد خارج سور المستوطنة٬ وتتكون من مبنيين أطلق عليهما بيتر بار وزملاؤه المبنى النبطي الأول والمبنى النبطي الثاني. وقد سبقهم فيلبي إلى التعرف إليهما٬ وربطهما بالفترة النبطية٬ وعُثر فيهما على تيجان وقواعد أعمدة تعود إلى الفترة النبطية.
- الدوائر الحجرية: توجد بقايا دوائر حجرية على بعد كيلومترين إلى الجنوب من المستوطنة المدينية والقلعة. وأحد هذه الدوائر يبلغ قطرها 55م٬ ولها بوابة واضحة في جهتها الغربية٬ ويوجد في منتصفها حجران منصوبان٬ ويعتقد أن هذه الدوائر تمثل ظاهرة من ظواهر العصر الحجري الحديث بالموقع.
- القلعة: تقع فوق تل٬ يبلغ ارتفاعه 50م في أعلى نقطة له٬ وتحمي التل من جميع جهاته جوانب حادة الانحدار٬ أما سطح التل فتتخلله ثلاثة جدران حجرية تقسمه إلى ثلاثة أقسام٬ ويصل ارتفاع ما بقي من الجدران إلى 3م في بعض المواضع٬ وهي مشيدة بألواح حجرية٬ ليست سميكة٬ استخدم الطين في ربطها. ويوجد على قمة التل عدد من الأبراج٬ معظمها مربع الشكل طول ضلعه 3م، وبعضها في شكل شبه دائري٬ ولم تربط تلك الأبراج بالجدران الرئيسة للقلعة عدا برج واحد٬ كما وجدت بالموقع بقايا أكوام حجارة تعرضت للنبش وربما كانت مقابر إذ وجد حول أحدها كسر فخارية وبقايا عظام بشرية.
- المناطق الز ارعية: يحتوي الموقع على بقايا جدران حجرية يعتقد أنها حدود للحقول الز ارعية.
- الأفرتن الفخارية: توجد في منطقة قريبة من تل القلعة٬ وقد استطاع بيتر بار وزملاؤه أن يفحصوا واحدًا منها سنة 1388 هـ / 1968م٬ وأشاروا إلى وجود كمية من الكسر الفخارية حوله من النوع الذي اصطلح على تسميته بالفخار المديني٬ وكمية من الأواني الفخارية التالفة أثناء الشواء مما يؤكد صناعة الفخار بالموقع٬ وهذه الأفران من أقدم الأفران في الجزيرة العربية بشكل عام.
- المغارتان: توجد في الواجهة الشمالية لتل القلعة مغارتان كبيرتان من عمل الإنسان نتيجة استخراج الصلصال الطيني من موقعهما٬ وقدر

فريق إدارة الآثار والمتاحف الذي مسح الموقع أن كمية الصلصال المستخرجة منهما تصل إلى 250م٬ ويعتقد أنهما استخدمتا فيما بعد لسكنى الإنسان أو لحفظ المواشي٬ وربما كانت المغارتان مقابر نبطية لم تكتمل٬ والمغارتان مختلفتان في الأبعاد٬ فالأولى منهما يبلغ اتساع مدخلها 4.5م٬ وتضيق كلما أوغلت في مدخلها لتبلغ 3م عند نهايتها الداخلية٬ ويبلغ ارتفاعها 4.5م٬ وطولها من المدخل حتى نهايتها 15م٬ أما المغارة الأخرى فيبلغ اتساع مدخلها 4م٬ وارتفاعها 2م٬ وتتكون من جزءين يمتد الأمامي منهما إلى مسافة 7م باتساع يبلغ 4م وارتفاع 2م٬ ثم يبدأ الجزء الخلفي الذي يمتد إلى مسافة 24م بارتفاع لا يزيد على 3 أقدام. يذكر فيلبي أنه جمع كميات كبيرة من عظام حيوانية وبشرية من المغارتين.
- المعبد: توجد على بعد 2.5كم إلى الجنوب من تل القلعة وحدة معمارية ترتفع على مصطبة تعلوها دائرتان حجريتان كبيرتان٬ وربما كانت هذه الوحدة مكانًا للتعبد٬ وتوجد قربها رجوم حجرية ربما كانت مقابر.
- المنشآت المائية: يحتوي الموقع على بقايا لقنوات استخدمت في ري المزارع٬ وعلى بقايا أحواض زراعية٬ ويلتقي عند تل القلعة عدد من شعاب الأودية تتصرف مياهها في منطقة تبلغ مساحتها 20كم٬ تمتد جنوب وجنوب غرب الموقع٬ وتنتشر فيها في الوقت الحاضر المزارع الحديثة.

## وصلات خارجية
- صورة أحد المباني المتبقية في المستوطنة
- صورة سور المستوطنة